# Catecumenado

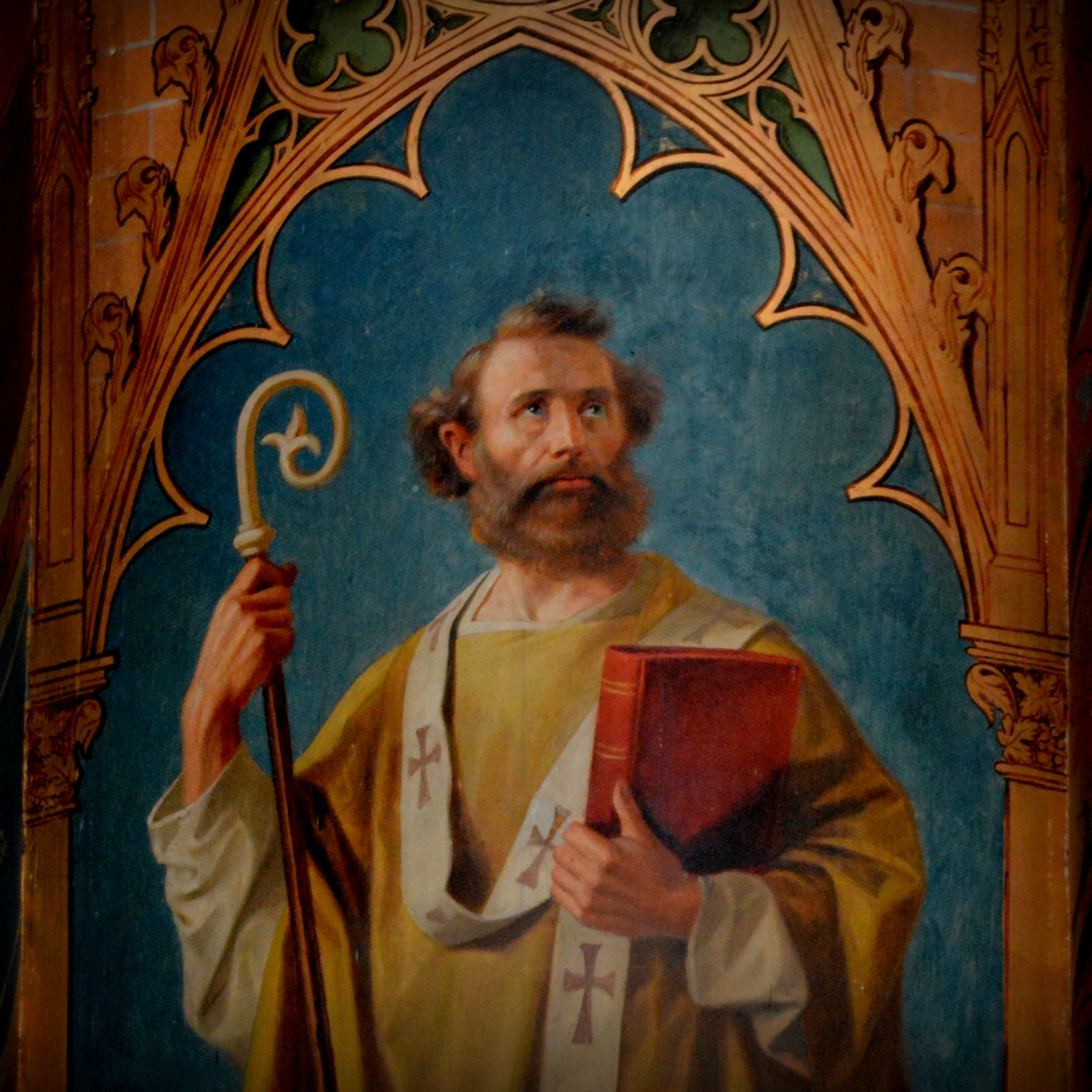
Cirilo de Jerusalén, autor de 18 catequesis catecumenales y 5 catequesis mistagógicas de la segunda mitad del s.

El catecumenado es originalmente el proceso formativo que en la antigüedad cristiana se empleaba como iniciación a la vida eclesial y que culminaba en la recepción de los tres sacramentos de la iniciación cristiana (Bautismo, Confirmación y Eucaristía). Se conformaba principalmente de la catequesis acompañada de requisitos fundamentales —conversión y  penitencia— y de diversos ritos.
La praxis catecumenal cayó en desuso a partir del s. vi. No obstante, en la Iglesia católica se han realizado esfuerzos para su reimplantación desde el s. xvi. Estos han culminado con la restauración del catecumenado promulgada por el Concilio Vaticano II y la publicación del Ritual de la Iniciación Cristiana de Adultos (1972).
En la actualidad la noción de catecumenado se ha ensanchado, aplicándose a otros procesos catequéticos y a distintas realidades eclesiales.

## El catecumenado en la antigüedad cristiana

### Desarrollo histórico del catecumenado

#### Desde los orígenes hasta la paz de la Iglesia (siglosI-III)
En el N. T. no encontramos propiamente un proyecto catecumenal estructurado. Es más, la lectura de ciertos textos puede hacer creer que se bautizaba a cualquier interesado sin una preparación suficiente. Sin embargo, esos mismos textos neotestamentarios esconden vestigios de una catequesis bautismal, así como la confirmación de que realmente no se admitía a nadie al bautismo sin una conveniente preparación. El primer criterio que el aspirante al bautismo debía verificar en la época apostólica era la fe como adhesión incondicional a Dios y a Jesucristo.
En el  s. ii encontramos pruebas de una praxis catecumenal ya asentada. Obras como El Pastor de Hermas o la primera Apología de Justino Mártir testimonian la existencia de un proceso previo al bautismo, así como de ciertos requisitos morales y actitudes exigidas a los aspirantes. En esta época también nace la figura del padrino como encargado de presentar al aspirante ante la comunidad cristiana y de testificar sobre la vida del mismo. Este periodo preparatorio al bautismo aparece simultáneamente en Oriente como en Occidente.

El s. iii ha sido definido como «la edad de oro del catecumenado.. En este siglo, y hasta la Paz de la Iglesia, la institución vivirá su periodo más fecundo a nivel pastoral. Autores como Hipólito de Roma, Clemente y Orígenes de Alejandría o Cipriano de Cartago y Tertuliano son testigos, en sus escritos, de una práctica bien establecida en toda la Iglesia, estructurada en etapas jalonadas por diversos ritos y exigente en sus requisitos de admisión al bautismo. La duración del catecumenado en este tiempo era de unos tres años, aproximadamente. No obstante, el hecho de que un buen número de mártires fueran todavía catecúmenos prueba que los períodos de catecumenado podían alargarse bastante.

#### Desde los orígenes hasta la paz de la Iglesia (siglos -)

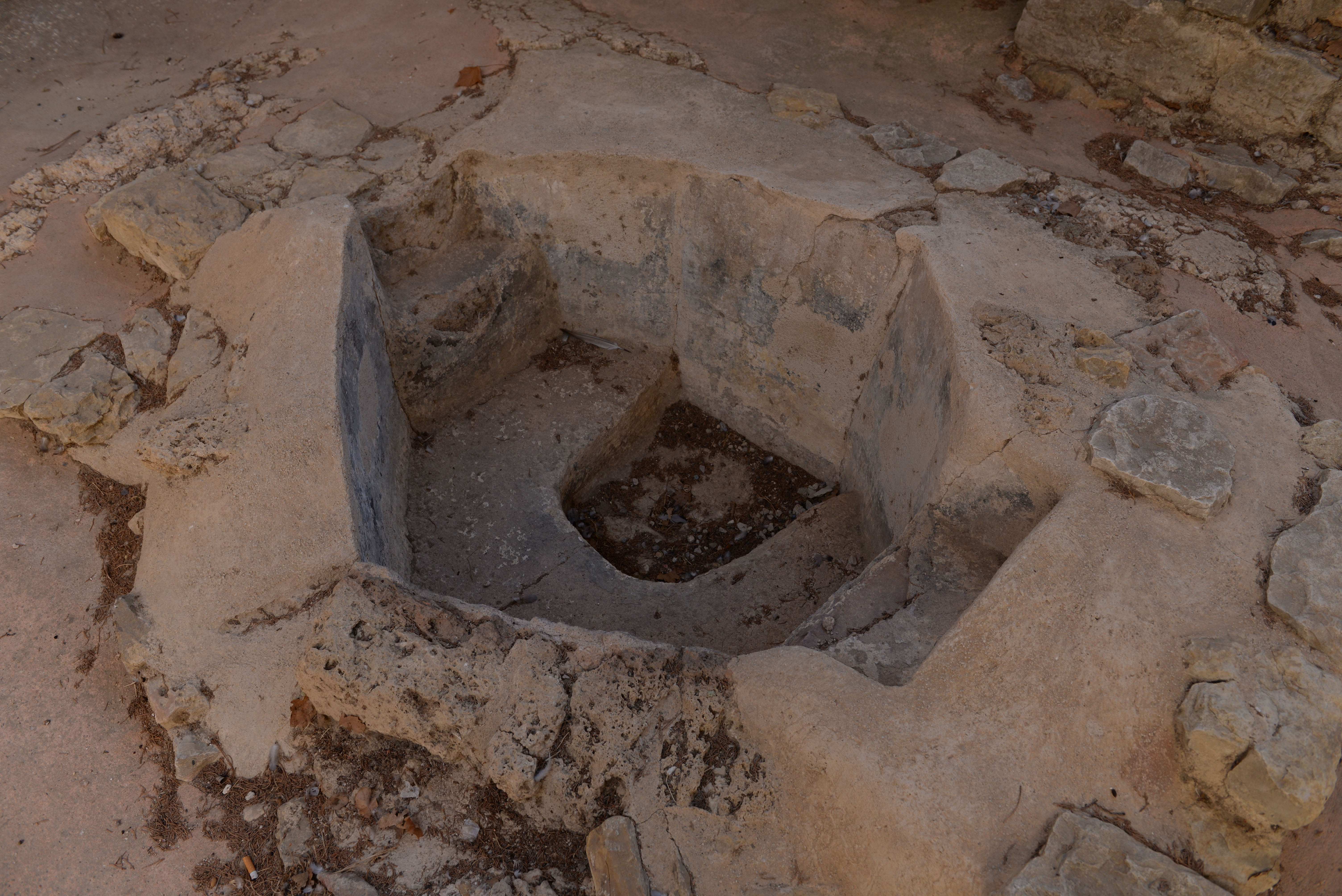
Piscina bautismal del en la Iglesia de Notre-Dame du Brusc (Francia)

#### El catecumenado ante el nuevo paradigma social (siglosIV-V)
Con la llegada al poder del emperador Constantino en el s. IV y sus nuevas políticas de tolerancia religiosa —concretadas en el Edicto de Milán—, aumentó notablemente el número de personas que deseaban entrar en la Iglesia. Este hecho provocó una mayor y más cuidada atención al catecumenado. Como consecuencia, este siglo será el más fecundo en cuanto a la producción de catequesis bautismales y mistagógicas tanto en Oriente como  en Occidente. Es el siglo de los obispos catequistas, entre los que destacan figuras como Ambrosio de Milán, Agustín de Hipona, Nicetas de Remesiana, León Magno o Pedro Crisólogo entre los autores latinos, y Cirilo de Jerusalén, Juan Crisóstomo o Teodoro de Mopsuestia en el Oriente cristiano.
Este desarrollo teórico contrasta con la práctica catecumenal en los ss. IV y V. Las políticas de Constantino y Teodosio provocaron numerosas conversiones interesadas. Son muchos los que accedían al catecumenado para gozar del título de «cristiano» que este otorgaba, con sus consiguientes privilegios civiles. Sin embargo, muchos de estos catecúmenos se mostraban después remisos a recibir los sacramentos, por eso los pastores, conscientes de la nueva situación, centran sus esfuerzos en la preparación inmediata al bautismo en el tiempo de Cuaresma.. Obispos como Cirilo de Jerusalén son conocedores de los motivos espurios que empujan a muchos hacia la Iglesia, y así lo afirman en sus catequesis:

Es posible que vengas también por otro motivo; cabe que el marido quiera ganarse a la mujer, siendo ésa la razón de que se acerque. Y puede ocurrir lo contrario, ya que de las mujeres se puede decir algo semejante; y muchas veces el siervo quiere agradar a su señor, o el amigo al amigo. Acepto el cebo del anzuelo, y te admito a pesar de que vienes sin intención recta, esperando buenamente tu salvación.
Cirilo de Jerusalén, Procatequesis 

El catecumenado como proceso comenzaba a diluirse. De hecho, ya no tiene una duración establecida, sino que oscila entre largos periodos de tiempo —en los casos de aquellos catecúmenos remisos— y plazos brevísimos para los mejor dispuestos. Si en el año 300 el Concilio de Elvira establecía una duración de dos años, en el 325 el Concilio de Nicea insistía en que «se necesita un tiempo para el catecúmeno en vista del bautismo». La supresión fáctica del catecumenado en favor de la instrucción cuaresmal señalaba ya el comienzo de la decadencia, que se verá acentuada en los siglos posteriores.

#### Ocaso del catecumenado antiguo (sigloVIen adelante)
Los siglos VI y VII suponen el punto de inflexión entre la Iglesia antigua y la Iglesia medieval. Durante los mismos el catecumenado degenera poco a poco como institución, para convertirse en un conjunto de ritos. De hecho, estos se multiplican en detrimento de la catequesis, incrementándose el número de escrutinios de tres a siete. Además, el bautismo deja de conferirse exclusivamente en la Pascua, para celebrarse en distintas solemnidades y fiestas de los santos.
Es difícil precisar los motivos que provocaron esta degeneración del catecumenado. Dujarier señala como la historiografía tiende a situar como causa principal la generalización de los bautismos de niños. Aunque él prefiere defiende una postura más matizada. Otras posibles causas pueden haber sido la consideración de la sociedad como ya cristiana y la multiplicación de las parroquias, que impedía una celebración unitaria presidida por el obispo.
A pesar de todo, no faltaron figuras que intentaron mantener vivo el catecumenado en los comienzos de la Edad Media. Entre ellas destacan los obispos Martín de Braga (s. VI) y Bonifacio de Maguncia (s. VIII), así como el abad Alcuino de York (s. VIII).
Hablando Sócrates de Constantinopla de la conversión de los Burguiñones, dice que un obispo de las Galias se contentó con instruirlos por espacio de siete días. Si un catecúmeno se hallaba repentinamente en peligro de muerte se le bautizaba en el momento. En general, se dejaba a la prudencia de los obispos el prolongar o abreviar el tiempo de la instrucción y de las pruebas, según la necesidad y las disposiciones que veían en los catecúmenos.

### Etapas del catecumenado
El catecumenado no fue una institución homogénea ni el tiempo ni en el espacio. No obstante, sí existieron ciertos elementos comunes que permiten mostrar una visión global de las etapas de esta instrucción.

#### Admisión al catecumenado
La admisión al catecumenado constituía ya una primera etapa del proceso. El que deseaba el bautismo debía someterse a examen y cumplir ciertos requisitos morales para ser admitido al itinerario. Así lo atestigua la Tradición apostólica de Hipólito de Roma, en el s. iii, donde se incluye una lista de oficios prohibidos para los aspirantes. También en el mismo siglo Orígenes recoge ciertas exigencias análogas para ser admitido en la Iglesia de Alejandría. Esta admisión se acompañaba de distintos ritos, entre los que destacan una oración de exorcismo, la degustación de la sal y la signación en la frente con la cruz.

#### Periodo catecumenal
La segunda etapa era la más extensa del catecumenado. Su duración era variable, pero nunca menor de dos o tres años. En este tiempo el catecúmeno asistía a la primera parte de la misa desde un lugar reservado en la asamblea litúrgica. Asimismo, era un periodo en el que frecuentaba la instrucción catequética. Esta etapa, con la paz de la Iglesia, comenzó a vaciarse de contenido, pues muchos catecúmenos posponían indefinidamente el bautismo. El aspirante al bautismo es llamado ahora catecúmeno u oyente, distinguiéndose, por una parte, de los paganos y, por otra, de los ya bautizados —los fieles—.

#### Preparación cuaresmal
La tercera y última etapa del catecumenado estaba constituida por la preparación inmediata al bautismo. Este periodo se prolongaba toda la cuaresma, hasta la vigilia pascual, en la que los catecúmenos recibían los sacramentos de la iniciación cristiana. El ingreso en esta etapa se producía por la nomendatio, acto por el que el catecúmeno daba su nombre para ser bautizado en la pascua siguiente. Todos los años en la solemnidad de la Epifanía el obispo anunciaba la fecha de la Pascua e invitaba a los catecúmenos a dar su nombre para ser bautizados. A partir se este momento recibían el nombre de competentes, electos o iluminandos 

### Participación de los catecúmenos en las asambleas litúrgicas
Los catecúmenos se distinguían de los fieles no solo por el nombre que llevaban sino por el lugar que ocupaban en la iglesia. Estaban con los penitentes bajo el pórtico o en la galería anterior de la basílica. No se les permitía asistir a la celebración de los santos misterios, pero inmediatamente después del evangelio y la instrucción el diácono les decía en alta voz: Ite, catechumeni, missa est que significa literalmente Idos, catecúmenos, (la asamblea) ha sido disuelta (tiene también un sentido de envío, missa viene de mittere que también significa enviar). Esta parte de la misa se llamaba también la misa de los catecúmenos. Según parece , por un canon del concilio de Orange no se les permitía hacer oración con los fieles; se les daba pan bendito, llamado por esta razón el pan de los catecúmenos, como un símbolo de comunión, a la cual podrían ser admitidos en adelante.

## En la actualidad
Según la confesión religiosa cristiana, el catecumenado se prolonga o no. Así es que por ejemplo en las iglesias protestantes, en su mayoría, suele ser muy corto, dejándose en no pocos casos, el tiempo prácticamente al criterio del neófito.

## Iglesia católica
Siguiendo la tradición de la iglesia antigua, el catecumenado en la Iglesia católica es un período que puede prolongarse y que cuenta con diversas etapas o «elementos esenciales»:

el anuncio de la Palabra, la acogida del Evangelio que lleva a la conversión, la profesión de fe, el Bautismo, la efusión del Espíritu Santo, el acceso a la comunión eucarística
Catecismo de la Iglesia católica 1229

Se considera como un período de maduración en la conversión y en la fe aun cuando ya se habla de una cierta pertenencia a la Iglesia («unión») y quienes mueren sin ser bautizados se les considera su deseo de recibirlo como seguro de su salvación.
Sin embargo, la extensión de la práctica del bautismo de niños, hace que en realidad sean pocos quienes reciben o toman esta preparación e incluso, hasta el Concilio Vaticano II la institución como tal se había abandonado. Se habla de «catecumenado postbautismal» y el Catecismo de la Iglesia Católica menciona que la Constitución Sacrosanctum Concilium, núm. 64 restauró el catecumenado cuyos elementos rituales fueron normados en el Ordo initiationis christianae adultorum aprobado en 1972. Así se puede volver a hablar incluso de un «orden de los catecúmenos».
Asimismo se hace más versátil permitiendo la inclusión de elementos culturales propios de las tierras de misión para enriquecer la simbología del rito. La ceremonia de bautismo, que suele celebrarse en la Vigilia pascual incluye la recepción de los demás sacramentos de la iniciación cristiana: la confirmación, comunión.
Al hablar del rito del bautismo el Catecismo compara la sumersión del catecúmeno en el agua con su sepultura en la muerte de Cristo En el número 168 del Catecismo al recordar el rito de bautismo de adultos, se menciona que el don que el neófito pide a la Iglesia es el de la fe.